# 2636 Lassell
2636 Lassell је астероид главног астероидног појаса чија средња удаљеност од Сунца износи 3,007 астрономских јединица (АЈ).
Апсолутна магнитуда астероида је 11,0.